# Bartolomeo Bassante

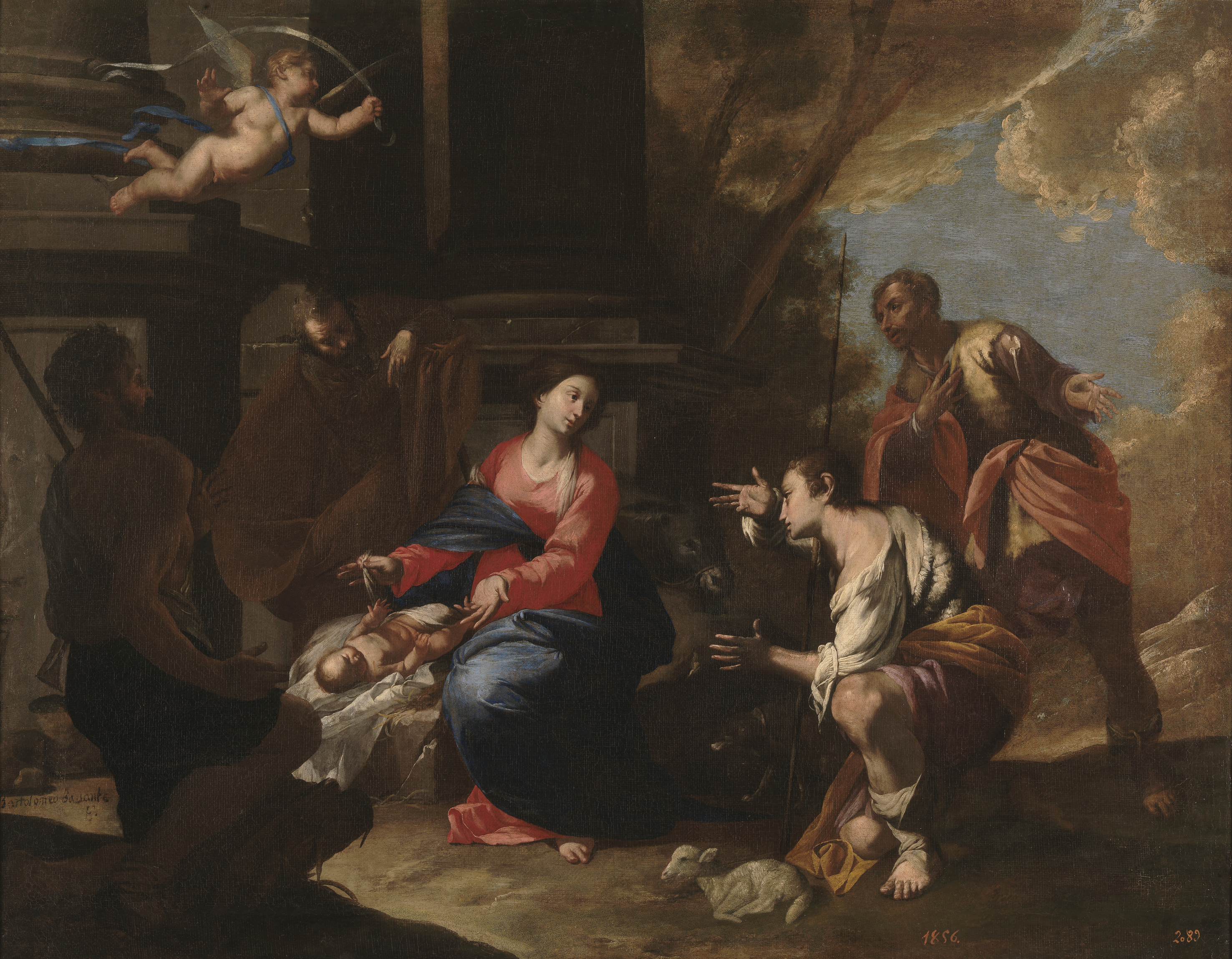
Bartolomeo Bassante – Anbetung der Hirten (um 1645)

Bartolomeo Bassante (oder Passante) (* 1618 in Brindisi; † um 1650 in Neapel) war ein Maler im Neapel der Barockzeit. Er kam 1628 in die Stadt und wurde Schüler des heute wenig bekannten Pietro Beato. Sein Name wird 1742 wohl inkorrekt von Bernardo De Dominici als Passante genannt. Dort wird er auch als Schüler des aus Spanien stammenden neapolitanischen Malers Jusepe de Ribera aufgeführt und Passantes Bilder werden als ‚kaum von dessen Werk zu unterscheiden‘ bezeichnet.
Bartolomeo Bassante können mit Sicherheit nur zwei signierte Werke zugeordnet werden. Jedoch wird heute vielfach angenommen, dass er identisch ist mit dem Meister der Verkündigung an die Hirten, dem bedeutenden neapolitanischen Barockmaler, dem mehr als 40 erhaltene Bilder dieser Zeit zugeordnet werden, die dann aber allesamt etwa 15 Jahre später datiert werden müssten.